# Harrie Langman

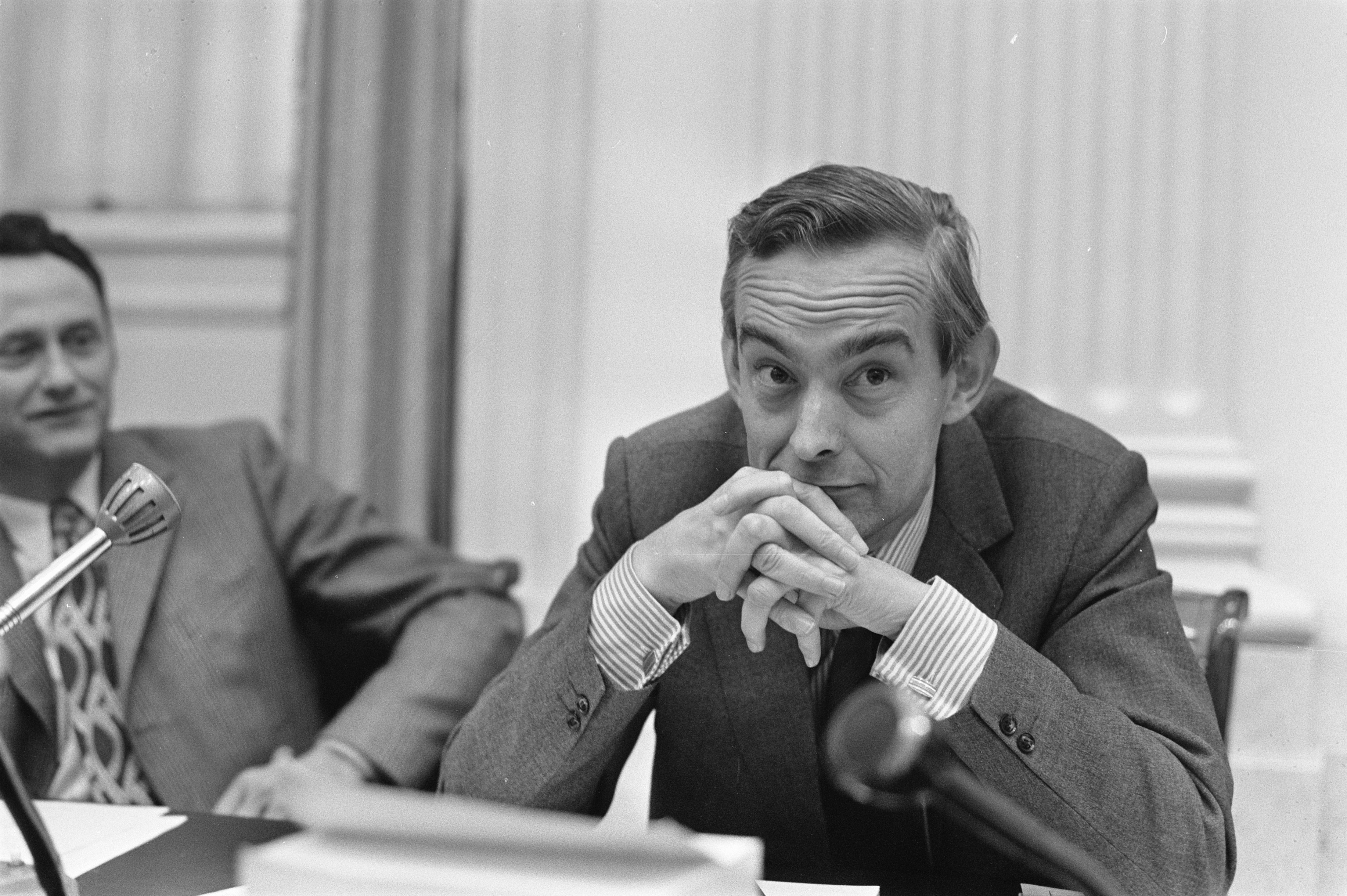
Harrie Langman (1972)

Hartgert „Harrie“ Langman (* 23. Februar 1931 in Akkrum, Utingeradeel, Provinz Friesland; † 1. August 2016 in Drachten) war ein niederländischer Wirtschaftsmanager, Wirtschaftswissenschaftler, Hochschullehrer und Politiker der Volkspartij voor Vrijheid en Democratie (VVD), der zwischen 1971 und 1973 Wirtschaftsminister im Kabinett von Ministerpräsident Barend Biesheuvel war. 1969 gehörte er zu den Beratern der Regierung als es während einer Schiffbaukrise zu Fusionen einzelner Werften zur Verolme Verenigde Scheepswerven (VVSW) kam und setzte dadurch mit Impulse in regional-ökonomischen Angelegenheiten. Während seiner Amtszeit als Wirtschaftsminister entschied sich die Niederlande zur Beteiligung an dem Bau des Kernkraftwerk Kalkar. Nach seinem Ausscheiden aus der Regierung war er als Bankmanager tätig und engagierte sich 30 Jahre lang als Vorsitzender der liberalen Benjamin Marius Telders-Stiftung.

## Leben

### Studium und Manager
Langman begann nach dem Besuch der Grundschule und dem Gymnasialabschluss am Christelijk Lyceum in Harderwijk 1947 ein Studium im Fach Recht der Niederlande an der Freien Universität Amsterdam auf, das er am 2. November 1950 cum laude abschloss. Daneben absolvierte er dort bis Juli 1951 auch ein Studium der Wirtschaftswissenschaften.
Im Januar 1951 nahm er seine berufliche Laufbahn als Sekretär des Vorstandes der Supermarktkette Simon de Wit auf und war nach Ableistung eines Militärdienstes zwischen 1953 und 1955 in verschiedenen leitenden Funktionen bei dem Schiffbauunternehmen KMS (Koninklijke Maatschappij „De Schelde“ Scheepswerf en Machinefabriek) tätig, und zwar bis März 1965 als Sekretär des Vorstandes und danach zwischen März 1965 und dem 1. Dezember 1967 als stellvertretender Vorstandsvorsitzender der KMS.
Im Anschluss fungierte er vom 1. Dezember 1967 bis zum 6. Juli 1971 als Direktor der Stiftung der Niederländischen Schiffbauindustrie. 1969 gehörte er in dieser Funktion zu den Beratern der Regierung als es während einer Schiffbaukrise von Fusionen einzelner Werften zur Verolme Verenigde Scheepswerven (VVSW) kam und setzte dadurch mit Impulse in regional-ökonomischen Angelegenheiten.

### Hochschullehrer, Wirtschaftsminister und Bankmanager

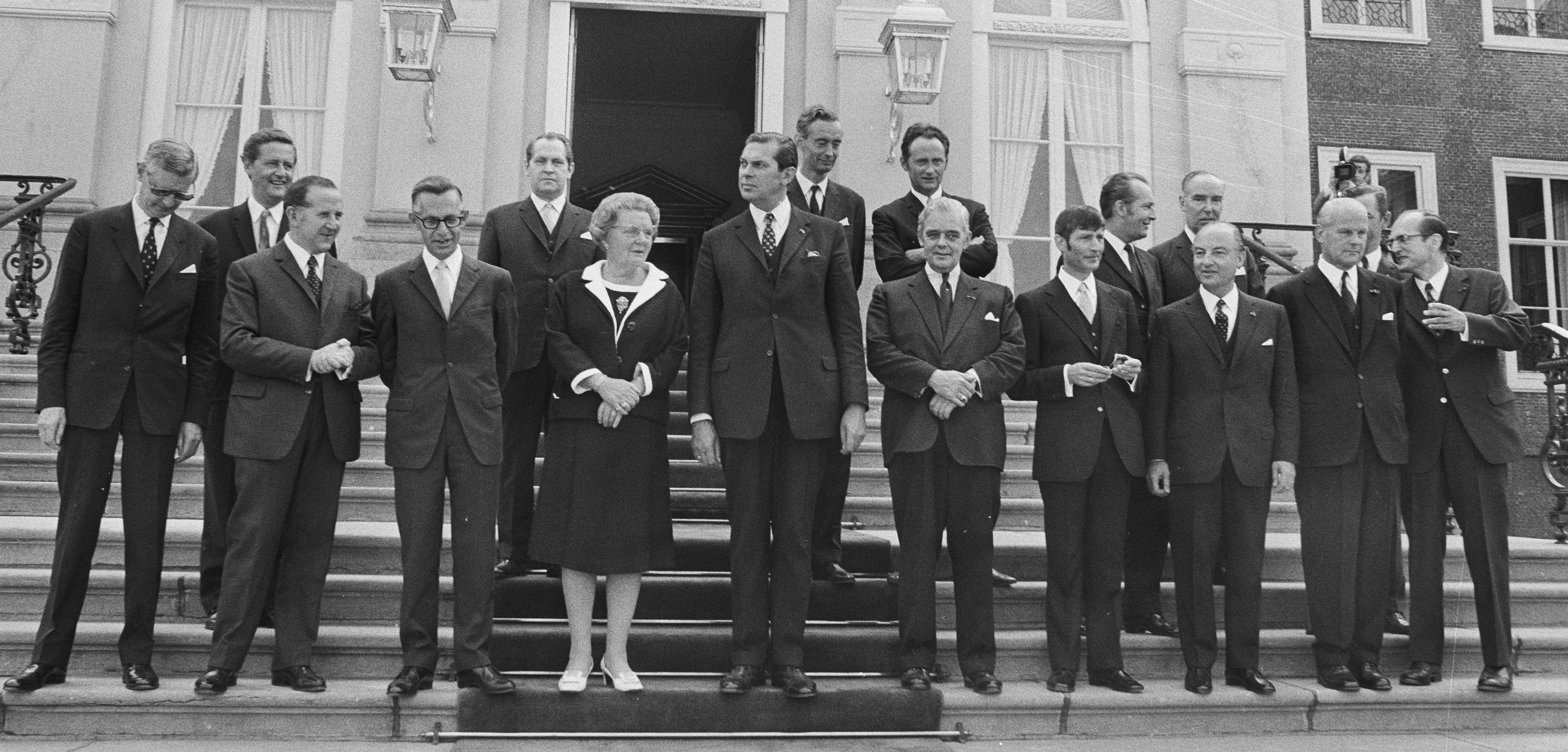
Harrie Langman (hintere Reihe, 3. von links) mit dem Kabinett Biesheuvel beim Amtsantritt mit Königin Juliana am 6. Juli 1971

Neben diesen Tätigkeiten in der Wirtschaft lehrte Langman vom 1. September 1964 bis zum 1. Januar 1970 zunächst als außerordentlicher Professor sowie anschließend zwischen dem 1. Januar 1970 bis zum 6. Juli 1971 als Professor für Betriebswirtschaftslehre an der Niederländischen Wirtschaftshochschule zu Rotterdam. Während seiner Lehrtätigkeit befasste er sich insbesondere mit Umweltproblemen.
Am 6. Juli 1971 wurde Langman, der erst kurz zuvor Mitglied der Volkspartij voor Vrijheid en Democratie (VVD) geworden war, von Ministerpräsident Barend Biesheuvel zum Wirtschaftsminister (Minister van Economische Zaken) tätig und bekleidete diese Funktion bis zum 11. Mai 1973. Während seiner Amtszeit als Wirtschaftsminister entschied sich die Niederlande zur Beteiligung an dem Bau des Kernkraftwerk Kalkar. Für seine langjährigen Verdienste wurde ihm am 8. Juni 1973 das Ritterkreuz des Orden vom Niederländischen Löwen verliehen.
Nach seinem Ausscheiden aus der Regierung wurde er im Juni 1973 Vorstandsmitglied der N.V. Algemene Bank Nederland (ABN) und gehörte diesem bis zum 1. März 1991 an als sie zusammen mit der AMRO Bank (Amsterdamsche Rotterdamsche Bank) zur weltweit agierenden ABN AMRO fusionierte.
Neben dieser Tätigkeit engagierte sich Langman zwischen November 1976 und Januar 2006 mehr als 29 Jahre lang als Vorsitzender des Kuratoriums der nach dem am 6. April 1945 im KZ Bergen-Belsen umgekommenen Professor für Völkerrecht an der Universität Leiden und Vorsitzenden der Liberale Staatspartij, Benjamin Marius Telders, benannten Prof.Mr. B.M. Teldersstichting. Er wurde ferner am 28. Februar 1991 zum Kommandeur des Orden von Oranien-Nassau ernannt.